# Watain

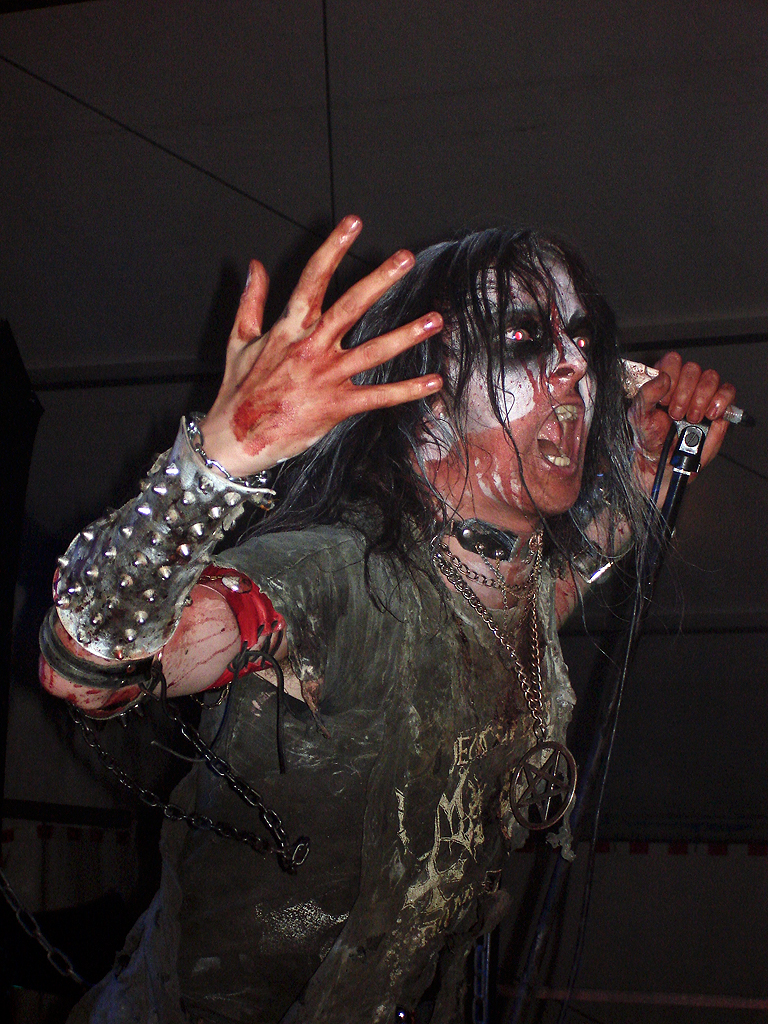
Watain (2006)

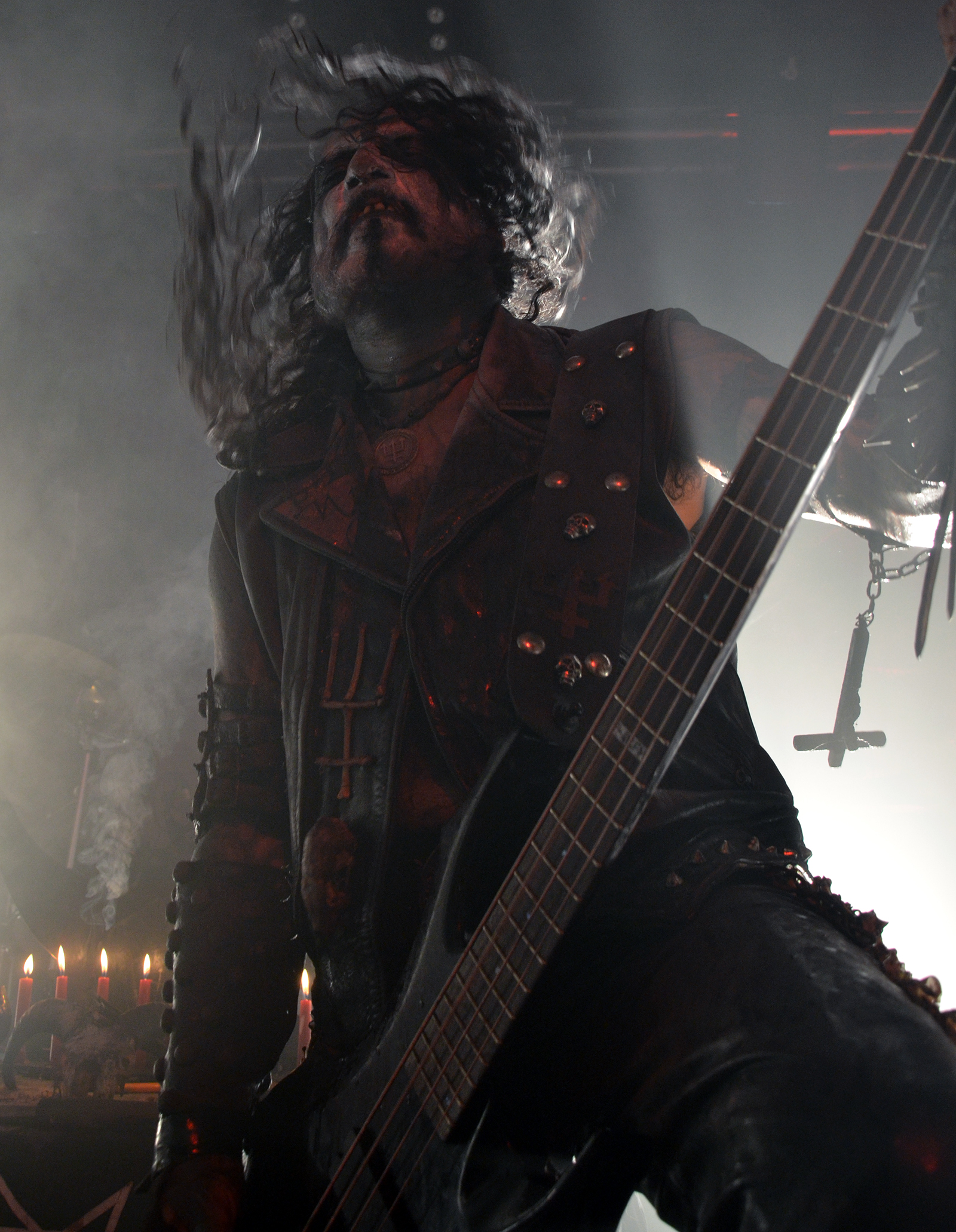
Watain (2014)

Watain je švédská black metalová kapela z města Uppsala. Zformovala se v roce 1998, název je převzat od skladby americké black metalové skupiny Von. Mimo Von ji ovlivnila i švédská hudební skupina Ofermod.
Debutové studiové album s názvem Rabid Death's Curse vyšlo v roce 2000.

## Diskografie
Dema
- Go Fuck Your Jewish "God" (1998)

Studiová alba
- Rabid Death's Curse (2000)
- Casus Luciferi (2003)
- Sworn to the Dark - No Return (2007)
- Lawless Darkness (2010)
- The Wild Hunt (2013)
- Trident Wolf Eclipse (2018)

EP
- The Essence of Black Purity (1999)
- Reaping Death (2010)

Singly
- All That May Bleed (2013)
- Fuck Off, We Murder (2013)

Živá alba
- Black Metal Sacrifice (1999)
- The Ritual Macabre (2001)
- Tonight We Raise Our Cups and Toast in Angels Blood: A Tribute to Bathory (2015)
- Stellar Descension Infernal in Budapest (2015)

Split nahrávky
- Watain / Diabolicum (2001) – společně s kapelou Diabolicum

Promo nahrávky
- Puzzlez ov Flesh (Promo 2002) (2002)